# Chelonus phthorimaeae
Chelonus phthorimaeae är en stekelart som beskrevs av Charles Joseph Gahan 1917. Chelonus phthorimaeae ingår i släktet Chelonus och familjen bracksteklar. Inga underarter finns listade i Catalogue of Life.